# Liběchov
Liběchov è una città della Repubblica Ceca facente parte del distretto di Mělník, in Boemia Centrale.